# Anca Heltne
Anca Heltne (z domu Vilceanu, ur. 1 stycznia 1978) – rumuńska lekkoatletka, kulomiotka.
Po wielu latach bez osiągnięć na międzynarodowych imprezach Heltne wywalczyła brązowy medal Halowych Mistrzostw Europy w Lekkoatletyce (Turyn 2009). W sezonie 2010 była siódmą zawodniczka halowych mistrzostw świata w Dosze oraz zajęła trzecie miejsce w zimowym pucharze Europy w rzutach. Oba te wyniki zostały jej anulowane, ponieważ badanie przeprowadzone podczas halowych mistrzostw Rumunii (27 lutego) wykryło obecność niedozwolonego środka – stanozololu. Na Rumunkę nałożono karę dwuletniej dyskwalifikacji (1 kwietnia 2010 – 31 marca 2012).
Żona norweskiego wieloboisty – Runara Heltne.

## Rekordy życiowe
- Pchnięcie kulą (hala) - 19,90 (2010)
- Pchnięcie kulą (stadion) - 19,08 (2009)